# Xã Harmar, Quận Allegheny, Pennsylvania
Xã Harmar (tiếng Anh: Harmar Township) là một xã thuộc quận Allegheny, tiểu bang Pennsylvania, Hoa Kỳ. Năm 2010, dân số của xã này là 2.921 người.